# دیدبان سوم
دیدبان سوم (به انگلیسی: Third Watch) یک مجموعه تلویزیونی آمریکایی با موضوع جنایی، درام، پزشکی است. پخش این مجموعه از ۲۳ سپتامبر ۱۹۹۹ شروع شد و تا ۵ می ۲۰۰۵ ادامه پیدا کرد.